# فن إيطاليا
يصف الفن الإيطالي الفنون البصرية في إيطاليا منذ العصور القديمة حتى الوقت الحاضر. كانت روما القديمة مساهماً رئيسياً في الفن والهندسة المعمارية الإيطالية في العصور القديمة. هناك العديد من الفنانين الإيطاليين خلال الفترة القوطية وفترات العصور الوسطى، كما ازدهرت الفنون خلال عصر النهضة الإيطالية. شملت الأساليب الفنية اللاحقة في إيطاليا الأسلوبية والباروك والروكوكو والماكيايوليين. تطورت المستقبلية في إيطاليا في القرن العشرين. تعرف فلورنسا بكونها مدينة المتاحف الفنية في إيطاليا.

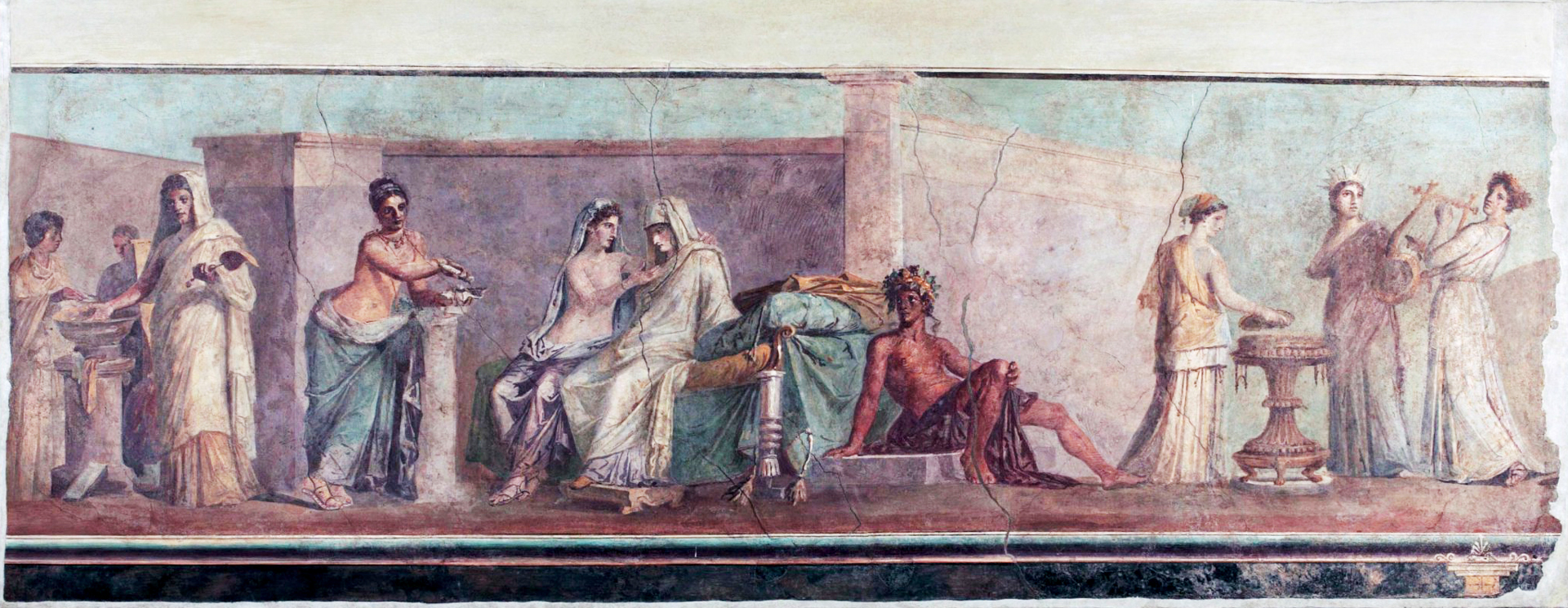
Aldobrandini Wedding (1st century BC) from the Vatican.

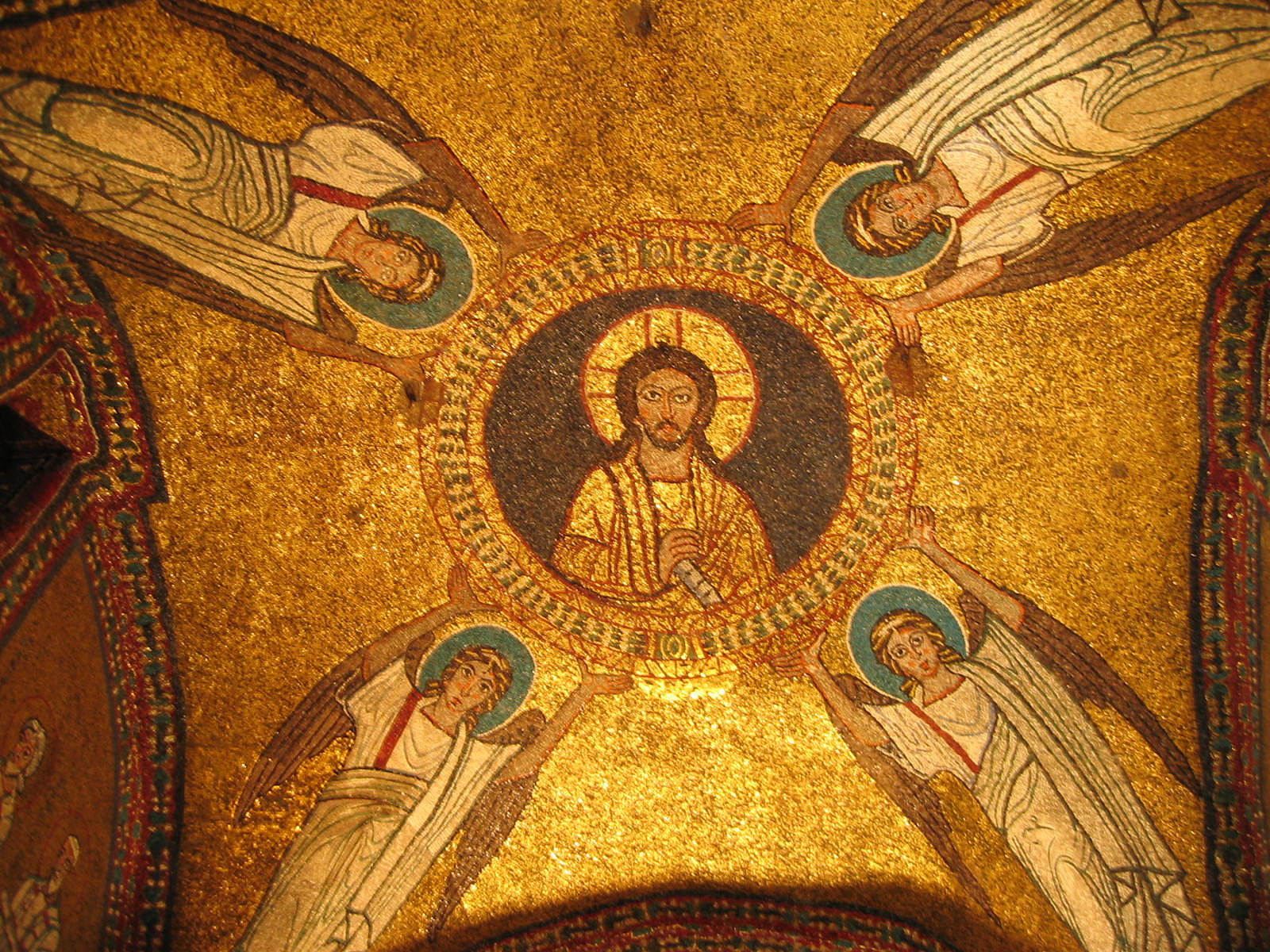
San Zeno Chapel, early 9th century. Santa Prassede, Rome.

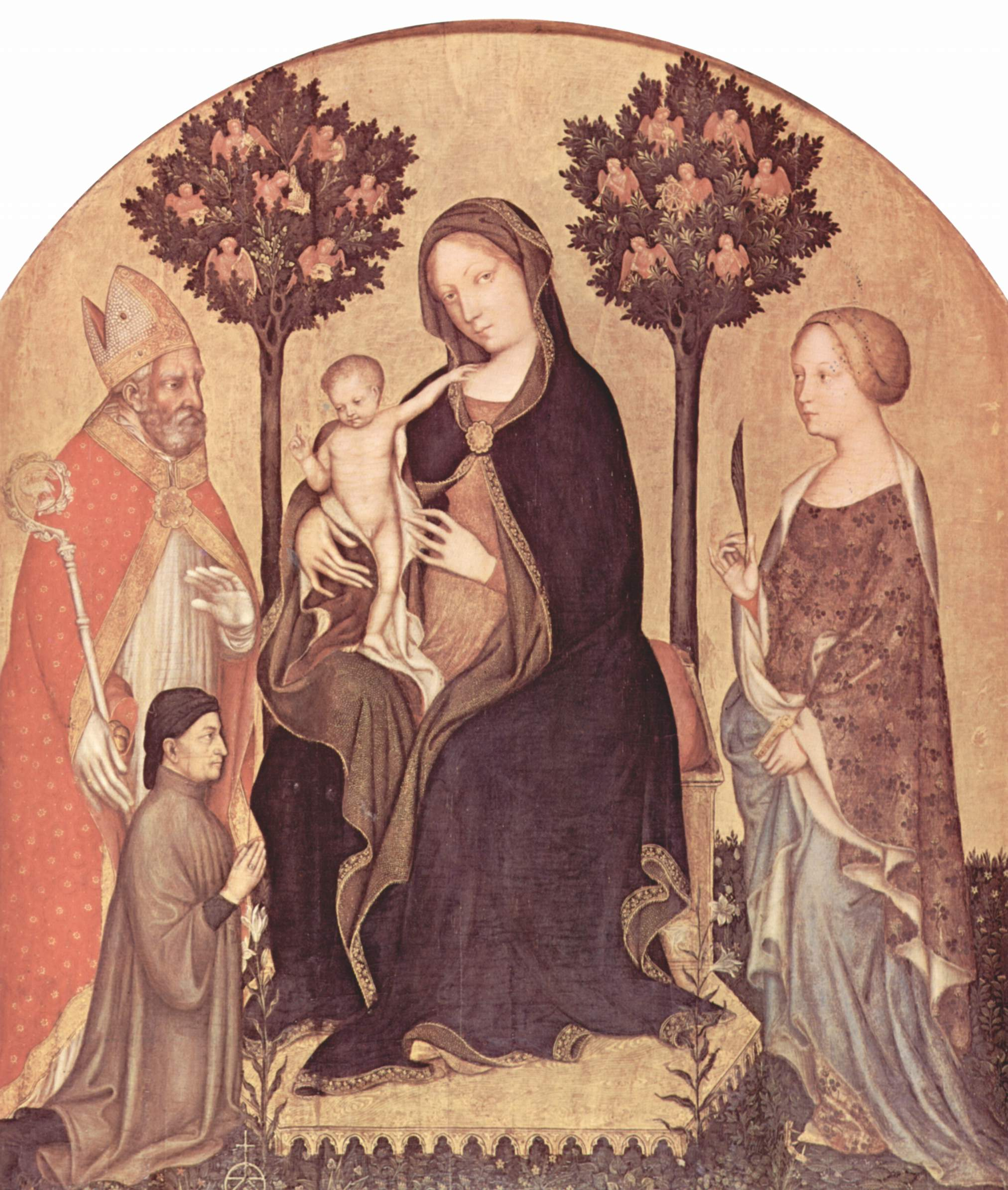
Madonna by Gentile da Fabriano.

## عصر النهضة

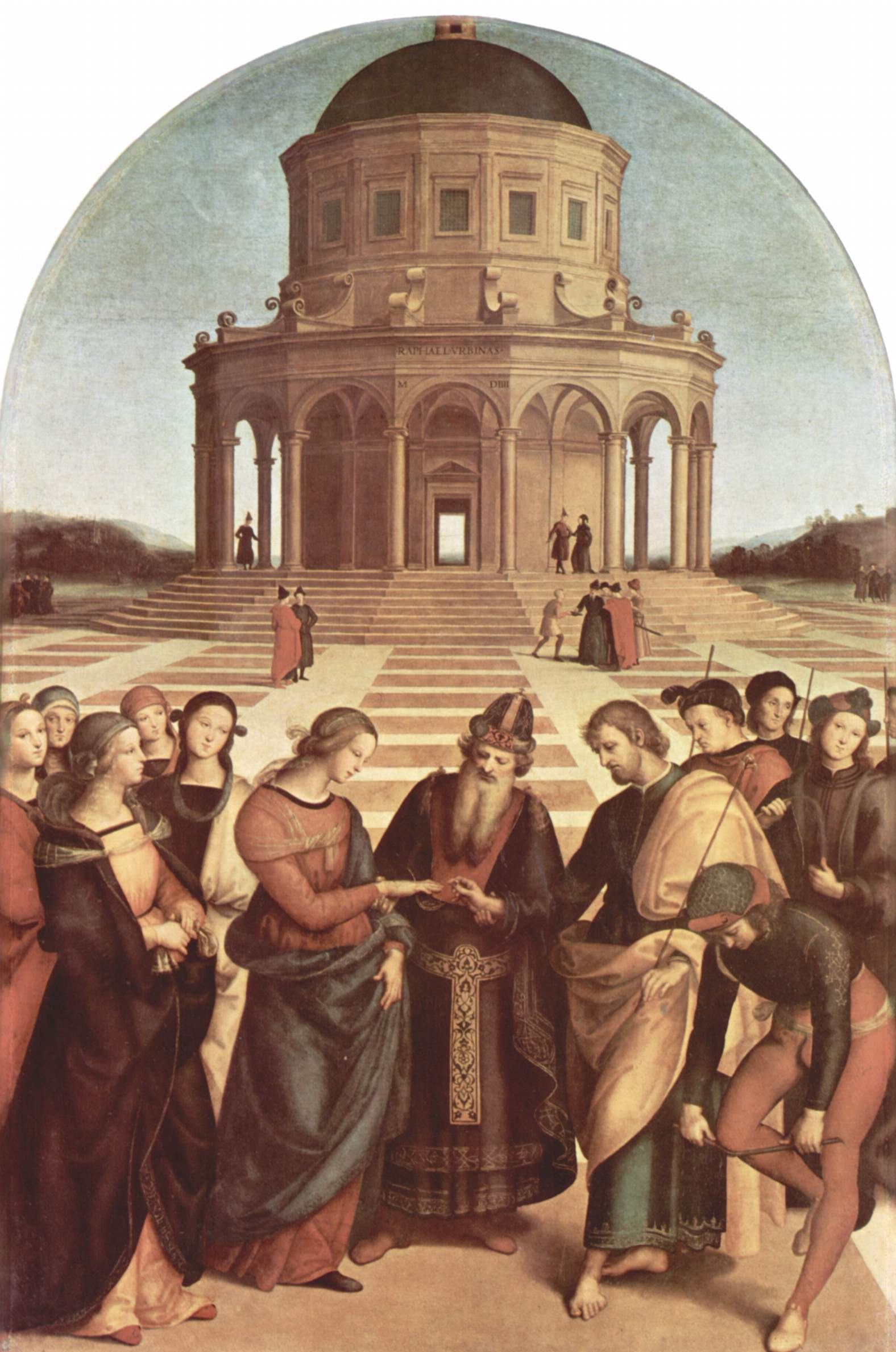
The Marriage of the Virgin by رفائيل.

أحس الفن كما أحست السياسة بهذه المنافسة المشتدة بين شئون الدنيا وشئون الدين. كان رجال الكنيسة لا يزالون أغنى رعاة الفن، يوصون بالمباني، والصور والتماثيل، والزخارف، ولكن الأرستقراطية استكثرت الآن من القصور بأسرع من الكنائس، وتوددت إلى الأجيال القادمة بالصور، وأهدتها مجموعات من التحف الفنية. وفي إيطالية القرن السابع عشر جرى تيارا الرعاية هذان جنباً إلى جنب في انحدار بهي من النهضة الأوربية.
وكانت تورين تتخذ طريقها إلى الثراء تحت حكم أدواق سافوي. وقد صمم جوارينو جواريني لكتدرائية سان جوفاني باتيستا «كابيل ديل سانتيسيمو سوداريو» أي كنيسة الكفن الأقدس (الذي اعتقد المؤمنون أن يوسف الرامي كفن فيه جسد المسيح). وقد انهارت قبة كنيسة سان فيلييو الكبرى، التي بدأها جواريني، قبيل أن تكتمل، فرممها فيلييو ايوفارا، الذي ولد سنة 1676 قبل موت جواريني بسبع سنوات. ولعلنا نلتقي بايوفارا مرة أخرى.
وفي جنوة كان أروع بناء شيد في هذا العهد هو قصر دوراتزو الذي بناه فالكوني وكانتوني في 1650، واشتراه بيت سافوي في 1817، واستخدم بعد ذلك قصراً ملكياً للأسرة. وقد تحطمت قاعة مراياه الشهيرة في الحرب العالمية الثانية، وكانت رائدة لقاعة مرايا فرساي (1678)، فليس صحيحاً إذن أن مارس (إله الحرب) عشق فينوس يوماً ما. أما أبرز المصورين الجنوبيين الآن فكان اليساندرو مانياسكو، وقد نجد أنموذجا من فنه في لوحة «مجمع اليهود» المحفوظة بمعهد الفن بشيكاغو، أو لوحة «الغداء البوهيمي» المحفوظة باللوفر.
وواصلت البندقية إنجابها للأطفال والفنانين. وأي عمل أعظم بطولة من الدفاع عن كانديا ضد ترك؟ فطوال ربع قرن ظل جنود الباب العالي وبحارته يهاجمون كريت، وكانت يومها مستعمرة للبندقية، وهلك في تلك الحملات العنيفة 100.000 تركي (15)، ومع أن جيشاً عدته 50.000 مقاتل استولى على بعض المدن الصغيرة في الجزيرة، فإن العاصمة صمدت للحصار عشرين عاماً، وصدت اثنين وثلاثين هجوماً. وفي 1667 أرسل فرانشسكو موروزيني ليقود الحامية المشرفة على الموت جوعاً. وأخيراً سلمت (1668)، ولكن أحداً لم يعد يتكلم على تدهور البندقية. وفي 1693، عندما تقلد موروزيني إمرة الأسطول البندقي، تقهقر الأتراك حين اقترب منهم وقد روعهم اسمه فقط. وكان لا يزال من ذلك الطراز من الرجال الذي صره تنتوريتو وفيرونيزي-الشجاعة المجسمة التي لا تعرف الرحمة.
وكان بالداساري لونجينا رجلاً آخر من هذا الطراز السبعيني. فقبل سنوات كثيرة (1632) صمم كنيسة «سانتا ماريا ديللا سالوتي»-أميرة البحيرات الجليلة، أما الآن، وبعد سبعة وأربعين عاماً، فقد شاد قصر بيزارو على القناة الكبرى-قصراً متيناً بديعاً بأعمدته المزدوجة وكرانيشه المتعددة، ثم بنى (وهو في السادسة والسبعين) قصر ريتزونيكو، الذي سيموت فيه الشاعر براوننج. وهناك نبت آخر، صلب العود، حمل البذرة البندقية إلى نصف القارة، وهو سبستيانو ريتشي، الذي ولد (1659) بمدينة بللونو في إقليم فنيتسيا، وذهب إلى فلورنسة ليزخرف قصر ماروتشيللي، ثم سار على أقل الدروب ضنكاً-إلى ميلان، وبولونيا، وبياتشينزا، وروما، وفيينا، ولندن. وأنفق عشر سنوات في إنجلترا، ورسم صوراً في مستشفى تشلسي، وبيرلنجتن هاوس، وقصر هامبتن كورت، وكاد يظفر بمهمة زخرفة كنيسة القديس بولس الجديدة. ثم مضي إلى باريس، حيث انتخب عضواً في أكاديمية الفنون الجميلة. ولوحته «ديانا والحوريات (16)» غلمة كلوحات بوشيه، لطيفة كلوحات كوريدجو. وعمر ريتشي حتى 1734، وأسلم مهاراته للقرن الثامن عشر، ومهد الطريق للعصر الذهبي للتصوير البندقي أيام تيبولو.
أما المدرسة البولونية فلم تكن قد استنفدت قوتها تماماً. فاشتهر كارلو تشينياني برسومه الجصية في كتدرائية فرولي. وكشف جوزيبي ماريا كرسبي (لو سبانيولو) في «صورته الذاتية (17)» عن رجل مستغرق في الفن، متناس كل متاعبه إذا أتيح له أن يرسم. وقد صور جوفاني باتيستا سالفي («الساسوفيراتو») في لوحته «العذراء تصلي (18)» ما في المحبة من إنكار للذات، وأرانا في لوحته «العذراء والطفل (19)» مجرد امرأة بسيطة، سعيدة بوليدها (البامبينو)، كأي امرأة تراها في أي يوم بين فقراء إيطاليا.
وقد حكم فلورنسة وبيزا وسيينا خلال هذه الفترة اثنان من كبار أدواق توسكانيا، فرديناند الثاني وكوزيمو الثالث. وفي 1659 بدأت سيينا مهرجان الباليو (المعطف) المشهور: فكانت أحياؤها العشرة تنظم موكباً بملابس بهية يسير في شوارع زينت بالعمائر، والرايات، والزهور، ونساء مرحات لابسات ثياباً جذابة، ثم يتبارى فرسان الأحياء بجنون في سباق على معطف السيدة العذراء التي كرست المدينة التقية نفسها وحياتها له منذ أمد بعيد. ولم تملك فلورنسة الآن من المصورين إلا الصغار. وواصل كارلو دولتشي، بفن أضعف، صور رينو جيدي العاطفية، المتأملة في السماء، التي رسمها للعذراء والقديسين، والعالم كله يعرف لوحته «القديسة سيسيليا (20)». ورسم يوستوس سوسترمانس، الذي هاجر من فلاندر غلى فلورنسة، لوحات تعد من العجائب التي تشد الانتباه في قاعة بيتي-وليس أقلها رأس جاليليو الرائع الجليل. كذلك كان يبدو موسى وهو يشرع الناموس، لا كما نراه في وحش ميكل أنجيلو ذي القرون.
وكان الفن في روما يفيق من قيود الحركة المعارضة للإصلاح البروتستنتي. فعاد البابوات بقدر أخف إلى روح النهضة، وشجعوا الأدب، والدراما، والعمارة، والنحت، والصوير. ورمم إنوسنت العاشر الكابيتول وكنيسة سان جوفاني في لاتيرانو. وكلف الاسكندر السابع برنيني بأن ينحت نطاقاً رباعياً من حراس مصنوعين من الجرانيت حول ميدان القديس بطرس (1655-67)-فنحت 284 عموداً و88 ركيزة، ووفق في صنعها إلى تحويل الذهب إلى حجر. وفي عهد هذا البابا أعاد بييترو داكورتونا بناء كنيسة سانتا ماريا ديللا باتشي، حيث كانت عرافات رفائيل لا تزال تتأمل القدر. واشترك جيرولامو دينالدي مع ابنه كارلو في تشييد كنيسة سإنتاجنيزي الجميلة في ميدان نافونا. واشترك الوالد والولد ثانية في تصميم كنيسة «يسوع ومريم»، وبنى كارلو هيكل سانتا ماريا في كامبيتللي ليضم تمثالاً للعذراء اعتقد الناس أنه أوقف طاعون 1656. وكان الكرادلة والنبلاء يبنون مساكنهم ومدافنهم في فخامة القصور. وارتفع الآن قصر دورياً وبهو قصر كولونا ذو الزخارف الباروكية المسرفة، وفي كنيسة «يسوع ومريم» حفر فرانشسكو كافالليني لأسرة بولونيتي مقبرة لا بد أنها أثارت حسد الأحياء للأموات.
وأقام مصورون كثيرون الدليل على أن فنهم ما زال حياً في روما. وقد خطب أهلها ود كارلو ماراتي، في النصف الثاني من القرن السابع عشر، باعتباره زعيم المصورين في الباروك الحديث. وصورته لكلمنت التاسع (21) كانت مذكرة بصورة فيلاسكويز لإنوسنت العاشر، ولكنها انتهت نهاية طيبة، وصورته «العذراء مع القديسين في الفردوس»(22) تكرار لعشرات مثلها، ولكنها صورة جميلة. وحين أراد كلمنت الحادي عشر ترميم لوحات رفائيل الجصية في الفاتيكان عهد إلى ماراتي بهذه العملية الدقيقة الخطرة على المرمم خطرها على الرسوم، فأداها بكفاية. واختار اليسوعيون جوفاني باتيستا جاوللي (الباتشتشو) ليرسم قبو كنيستهم الأم «الجيزو»، ولكن كان من بين أبناء طريقتهم راهب من أقدر فناني عصره، هو أندريا بوتسو، الذي التحق بالطريقة وهو في الثالثة والعشرين، وصمم في تلك الكنيسة مذبح القديس اجناتيوس-وهو من روائع الباروك. وفي 1692 نشر بوتسو مقالاً عن المنظور في التصوير والعمارة أثار ضجة في عدة لغات. واستهواه موضوعه كما استهوى أوتشيللو موضوعه قبل قرنين، فطور دراساته بلطائف «الخداعية»، كما يرى في صوره الجصية في فراسكاتي. ودعاه الأمير فون ليشتنتشتين إلى فيينا، فأفنى نفسه بكثرة المهام التي اضطلع بها، ومات هناك في 1709 بالغاً من العمر سبعة وستين عاماً.
كان أعظم المصورين الإيطاليين الآن في نابلي. فكل شيء أينع وازدهر هناك-الموسيقى والفن، والأدب، والسياسة، والدراما، والجوع، والقتل، وشيء آخر لا يكف عنه الرجال الهائجون أبداً، وهو مطاردتهم لجسد المرأة ومفاتنه، المطاردة المرحة، العنيفة، الشجية. وتأثر سلفاتور روزا بكل عناصر الحياة هذه. وكان أبوه معمارياً، وعلمه عم له التصوير، وكان زوج أخته تلميذاً لريبيرا، وقد أذن لسلفاتور نفسه في الوقت المناسب بالالتحاق بذلك المرسم الجليل. وعلمه أستاذ آخر تقنية مناظر المعارك الحربية. واشتهر سلفاتور على الأخص بهذه الصور التي ترى في متحف نابلي القومي أو في اللوفر. ومن المعارك انتقل إلى مشاهد الطبيعة، ولكن هنا أيضاً آثرت روحه الوحشية رسم الطبيعة في سوارت غضبها، كما يرى في لوحة باللوفر صور فيها الغيوم الكثيفة والأرض المظلمة يضيئها فجأة برق يحطم الصخور ويطوح الأشجار في طرفة عين. وأقنعه لانفرانكو بالذهاب إلى روما والتودد للكرادلة، فذهب وأثرى هناك، ولكنه هرع قافلاً إلى نابلي 1646 ليشترك في ثورة مازانيللو. فلما فشلت عاد إلى روما، وصور كبار رجال الكنيسة، وكتب هجاءً ساخراً تهكم فيه بالترف الكنسي. ثم قبل دعوة الكردينال جانكارلو دي مديتشي ليذهب ويعيش معه في فلورنسة، وهناك مكث تسع سنوات، يرسم، ويعزف الموسيقى، ويقرض الشعر، ويشارك في التمثيليات. وحين عاد إلى روما ثانية، سكن بيتاً في التل البنسي، حيث عاش بوسان ولوران من قبل. وتقاطر عليه أقطاب الكنيسة، ليصورهم مغضين عن هجائياته، مؤثرين فرشاته على قلمه، وكان أحب الفنانين إلى الناس في إيطاليا طول عشر سنوات. وقد رسم صور القديسين والأساطير المألوفة، ولكنه في محفوراته استسلم لعطفه على الجنود المساكين والفلاحين المعذبين، وهذه المحفورات من أبدع آثاره.
ولم ينافسه في شهرته غير رجل من أهل نابلي، هو لوكا جوردانو. وكان فناناً وهو بعد في الثامنة، ثم رسم في كنيسة سانتا ماريا لانوفا ملاكين بلغ من الجمال والرشاقة مبلغاً جعل الحاكم يأخذه العجب حين رآهما، ويرسل للصبي بعض القطع الذهبية مع توصية لريبيرا. وظل يدرس على يد ذلك الأستاذ الغارق في تأملاته، ويدهش كل إنسان بسرعة نسخه للروائع وتقليده للأساليب. وتاق للذهاب إلى روما وفحص رسوم رفائيل الجصية المشهورة، ولكن أباه عارض في ذهابه، لأنه يرتزق من بيع صور لوكا ورسومه. ففر لوكا سراً، وسرعان ما أخذ ينسخ بحماسة في الفاتيكان، وفي كنيسة القديس بطرس، وفي قصر فارنيزي. وتبعه أبوه، وحصل على قوته هنا أيضاً ببيع صور ابنه العارضة، ويروي أن السر في تقليبه «فا-برستو» هو حث أبيه على السرعة.
فلما استوعب فن روما مضي إلى البندقية ورسم على طريقة تيشان وكوريدجو صوراً لا تكاد تختلف عن روائعهما. ولكنه رسم إلى ذلك صوراً أصيلة ظفرت بالاستحسان، وفي وسعنا الحكم عليها من لوحته «إنزال المسيح عن الصليب» المحفوظة بأكاديمية البندقية. ولما عاد إلى نابلي زخرف اثنتي عشرة كنيسة بكفاية وسرعة لم يجد معها منافسوه حيلة إلا أن يتسقطوا له الهنات. ثم دعاه كوزيمو الثالث إلى فلورنسة (1679) حيث ظفر بالاستحسان لصورة الجصية في كنيسة كورسيني.
وأصاب صديقه كارلو دولتشي غم شديد حين رأى ما أحرزه لوكا من نجاح، فمات بعد قليل (23)، وتروي لنا إيطاليا المحبة لفنانيها من الأساطير الكثيرة عنهم قدر ما ترويه عن قديسيها. وفي رواية أخرى أن نائب الملك الأسباني في نابلي أوصي برسم حشوة كبيرة لكنيسة القديس فرانسس زافير، وثار غضبه حين وجد أن شيئاً لم ينجز في هذا التكليف رغم التأجيلات الطويلة، وما راعه بعد يومين إلا أن يجد العمل كاملاً وجميلاً. وقال نائب الملك «إن راسم هذه الصورة أما ملاك وأما شيطان (24)».
وطبقت شهرة الملاك الشيطاني الآفاق حتى بلغت مدريد، وسرعان ما تكاثرت الدعوات على لوكا من شارل الثاني لينضم للبلاط الأسباني. ومع أن الملك كان مشرفاً على الإفلاس فإنه وصل الفنان بألف وخمسمائة دوكاتيه، ووضع سفينة ملكية تحت تصرفه للرحلة. فلما بلغ جوردانو مدريد (1692) استقبلته ست مركبات ملكية على الطريق. وما لبث أن بدأ العمل في الأسكوريال وهو في السابعة والستين. فزين بالصور الجصية سلم الدير الكبير، وعلى قبو الكنيسة رسم «صورة طبق الأصل» من السماوات، ترينا شارل الخامس وفيليب الثاني في الفردوس-وقد غفرت ذنوبهما كلها تحية من الثالوث الأقدس لآل هابسبورج. وفي السنتين التاليتين رسم عدداً كبيراً من الصور الجصية يعدها مؤرخو الفن الأسباني خير ما رسم في الأسكوريال (25). وفي «القصر» بمدريد، وفي بوين ريتيرو، وفي كنائس طليطلة والعاصمة، رسم صوراً بلغت من الكثرة، وأنفق فيها من الجهد، ما جعل منافسيه يعيرونه بأنه يعمل ثماني ساعات في اليوم وفي أيام الأعياد. كذلك ساءهم أنه جمع ثروة بطرق غير لائقة، وأنه يضيق على نفسه ولكنه يشتري الجواهر الغالية استثماراً آمناً لماله لأن كل شيء في هذه الدنيا سيتغير ويتبدل إلا غرور الإنسان. وقد كرمه كل البلاط، ووصفه شارل الثاني في لحظة صفاء بأنه أعظم من ملك.
ومات شارل في 1700، ومكث جوردانو في أسبانيا رغم ما تلا ذلك من حرب الوراثة الأسبانية، ولما ارتقى العرش فيليب الخامس ظل يتلقى تكليفات سخية عسيرة. ثم عاد إلى إيطاليا في 1702، وتخلف في روما ليلثم قدم البابا، ووصل إلى نابلي والغار يكلله. وعلى أسقف التشرتوزا (دير الكرتوزيين) بسان مارينو، المطل على المدينة، رسم في ثمان وأربعين ساعة سلسلة من الصور الجصية أظهرت نشاطاً وحذقاً لا يكادان يصدقان في رجل بلغ الثانية والسبعين (1704). وفاضت روحه بعد ذلك بعام وهو يقول متأوهاً «إيه يا نابلي، يا نسمة حياتي (26)».
ولم يعدله شهرة عند وفاته فنان آخر في جيله. ونافس الأعيان الهولنديون الأباطرة والملوك في شراء صوره، وفي إنجلترا النائية تغني مافيو برايور بمديح «جوردان الإلهي» وأعجب عامة الناس بغنى ألوانه، وبأس أشخاصه، وجلال أفكاره، وقوة عرضه. ولكن الفنانين-بعد أن أفاقوا من هذا الخدر العام-بينوا علامات التعجل في إنتاج لوكا فا-برستو، والخلط المتناقض بين الأفكار أو المواضيع الوثنية والمسيحية في المشهد الواحد، والمواقف المفتعلة، والإفراط في الإضاءة الساطعة، والافتقار إلى التناسق والهدوء. ولقد رد لوكا على ناقديه قبل ذلك بزمن طويل، إذ عرف المصور القدير بأنه ذلك الذي يحبه جمهور الشعب (27). ومن العسير تفنيد هذا التعريف ما دمنا نفتقر إلى معيار موضوعي للامتياز أو سلامة الذوق، ولكنا قد نجد أدنى محك ذاتي للعظمة في مبلغ تأثير إنسان ما في الزمان والمكان، وأدنى مقياس ذاتي للشهرة في قدرتها على البقاء. ولقد سعد جوردانو بحياة ناجحة، وهو لا يشعر بأي أذى من جراء شهرته الآفلة.
وكان الفنان فرانشسكو سولمينا يناهز الثامنة والأربعين حين مات فا-برستو، ولكن سني عمره التسعين بلغت بمدرسة الفن النابولية قرابة منتصف القرن الثامن عشر. وكان لوكا قد رسم صحن دير مونتي كاسينو، ورسم فرانشسكو الخورس، وتهدم هذا وذاك في الحرب العالمية الثانية. ولكن المتاحف تحتفظ بفن سولمينا، ففي فيينا "اغتصاب أوريثيا" وهي نشوة بضة من عضلات الذكر ومنعطفات الأنثى، وفي اللوفر نرى صدى وتحدياً لرفائيل في لوحته "هليودوروس" يطرد من الهيكل"، وفي كريمونا صورة "مادونا أدولوراتا" ويصحب العذراء فيها ملاك فيه من العذوبة ما يجعلنا نتقبل فكرة الخلود إذا كان في الجنة الكثير من أمثاله.

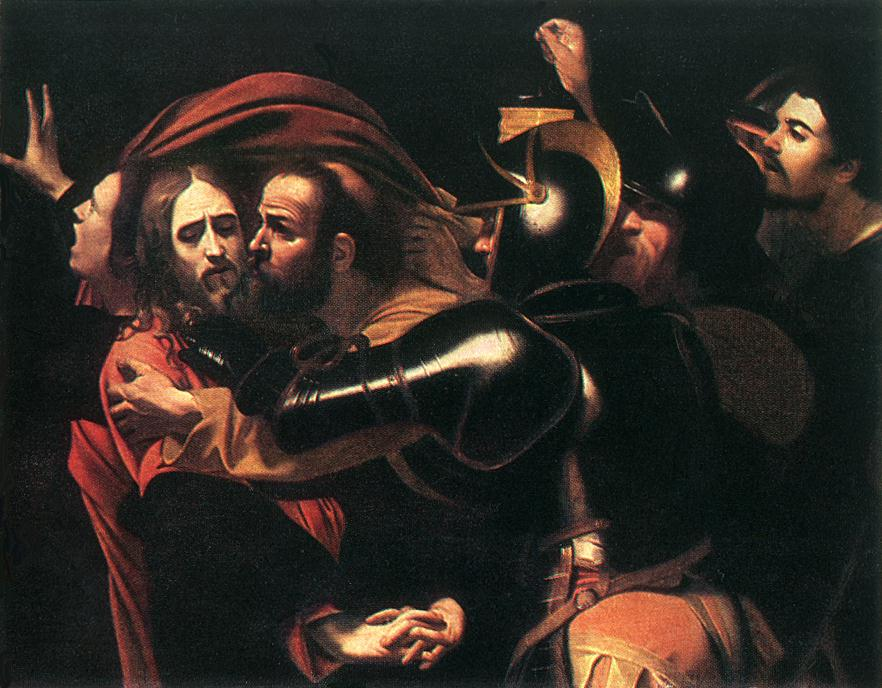
The Taking of Christ by Caravaggio, c. 1602.